# 題材
| ウィキペディアには「題材」という見出しの百科事典記事はありません（タイトルに「題材」を含むページの一覧/「題材」で始まるページの一覧）。 代わりにウィクショナリーのページ「題材」が役に立つかもしれません。 |